# Antonio Davis
Antonio Lee Davis (Oakland, 31 ottobre 1968) è un ex cestista statunitense, professionista in Grecia, in Italia e nella NBA.
È il padre di Kaela Davis.

## Carriera

### Club
Uscito dalla University of Texas at El Paso (UTEP) nel 1990, venne selezionato dagli Indiana Pacers al secondo giro del Draft NBA 1990 con la 45ª scelta assoluta. Nonostante ciò, cominciò la sua carriera professionistica in Europa con l'ingaggio da parte dei greci del Panathīnaïkos, con cui militò per due stagioni.
In vista della stagione 1992-1993 approdò all'Olimpia Milano allenata da Mike D'Antoni. Davis viaggiò a 11,1 punti e 9,9 rimbalzi di media in 29 gare di regular season, tirando con il 62,4% da due. A marzo Davis e la squadra vinsero la Coppa Korać 1992-1993 dopo aver battuto la Virtus Roma sia nella gara di andata che in quella di ritorno. Proprio nel finale di stagione, che vedeva Milano affrontare gli imminenti play-off scudetto come una delle principali candidate alla conquista del titolo, Davis subì una frattura alla mano destra che lo costrinse a chiudere anzitempo il torneo. Priva del lungo americano, che per via dei regolamenti e delle tempistiche non poté essere rimpiazzato, la formazione lombarda uscì ai quarti di finale contro la Scavolini Pesaro.
Dopo l'annata milanese, Davis iniziò la sua prima parentesi in NBA dopo avere firmato con gli Indiana Pacers come free agent. Qui rimase per un totale di sei stagioni, durante le quali partì spesso dalla panchina pur giocando in ogni stagione più di 21 minuti di media. Le sue medie punti durante questo periodo oscillarono tra un minimo di 7,6 punti della stagione 1994-1995 e un massimo di 10,5 punti del 1996-1997, con anche almeno 6 rimbalzi di media in ciascuna di queste annate. Al suo ultimo anno con i Pacers, nel 1998-1999, si classificò terzo nella graduatoria del premio NBA di sesto uomo dell'anno.
Nell'estate 1999, il trentenne Davis venne scambiato ai Toronto Raptors in cambio di Jonathan Bender. Si ritagliò fin da subito un posto nel quintetto titolare della franchigia canadese, confezionando 11,5 punti e 8,8 rimbalzi in 31,4 minuti di media al suo primo anno con la nuova squadra. Durante l'anno seguente, nel febbraio 2001, venne chiamato a sostituire l'infortunato Theo Ratliff all'All-Star Game di quell'anno, in una stagione che successivamente chiuse con 13,7 punti e 10,1 rimbalzi di media. Nel 2001-2002 incrementò ulteriormente la propria media punti a 14,5 a partita, suo massimo in una stagione NBA, mentre in rimbalzi furono in media 9,6. Nel 2002-2003 fece invece registrare 13,9 punti e 8,2 rimbalzi a gara.
Iniziò ai Raptors anche la stagione 2003-2004, ma il 1º dicembre 2003 a torneo in corso venne scambiato ai Chicago Bulls insieme a Jerome Williams e Chris Jefferies in cambio di Jalen Rose, Donyell Marshall e Lonny Baxter i quali fecero il percorso inverso. Le sue medie, già a Toronto ad inizio stagione, scesero sotto i 10 punti a partita, tuttavia continuò a fornire il proprio contributo da veterano rimanendo stabilmente in quintetto base.
Nell'ottobre 2005, prima dell'inizio della NBA 2005-2006, i Bulls lo girarono ai New York Knicks insieme a Eddy Curry per ricevere in cambio Tim Thomas, Mike Sweetney e Jermaine Jackson oltre a scambi di scelte a draft futuri. Quella fu l'ultima annata NBA di Davis, che venne da lui trascorsa tra gli stessi Knicks e un breve ritorno ai Toronto Raptors con cui giocò le ultime otto partite in NBA della propria carriera, prima di chiudere anzitempo la stagione per via di un problema alla schiena ed essere tagliato nel marzo 2006.

### Nazionale
Con gli Stati Uniti disputò i Campionati americani del 1989 e i Campionati mondiali del 2002.

## Statistiche

### College
| Anno      | Squadra     | PG  | PT | MP   | TC%  | 3P% | TL%  | RP  | AP  | PRP | SP  | PP   |
| --------- | ----------- | --- | -- | ---- | ---- | --- | ---- | --- | --- | --- | --- | ---- |
| 1986-1987 | UTEP Miners | 28  | 1  | 8,6  | 34,4 | -   | 43,3 | 1,8 | 0,1 | 0,2 | 0,3 | 1,3  |
| 1987-1988 | UTEP Miners | 30  | 30 | 30,2 | 59,0 | -   | 54,8 | 6,5 | 0,7 | 0,6 | 1,2 | 9,3  |
| 1988-1989 | UTEP Miners | 32  | 30 | 31,7 | 54,2 | 0,0 | 61,9 | 8,0 | 0,4 | 0,4 | 0,8 | 14,3 |
| 1989-1990 | UTEP Miners | 32  | 32 | 31,0 | 52,0 | 0,0 | 64,2 | 7,6 | 0,7 | 0,5 | 1,1 | 10,8 |
| Carriera  | Carriera    | 122 | 93 | 25,8 | 53,8 | 0,0 | 60,0 | 6,1 | 0,5 | 0,4 | 0,9 | 9,2  |

### NBA

#### Regular season
| Anno      | Squadra         | PG  | PT  | MP   | TC%  | 3P%  | TL%  | RP   | AP  | PRP | SP  | PP   |
| --------- | --------------- | --- | --- | ---- | ---- | ---- | ---- | ---- | --- | --- | --- | ---- |
| 1993-1994 | Indiana Pacers  | 81  | 4   | 21,4 | 50,8 | 0,0  | 64,2 | 6,2  | 0,7 | 0,6 | 1,0 | 7,7  |
| 1994-1995 | Indiana Pacers  | 44  | 1   | 23,4 | 44,5 | -    | 67,2 | 6,4  | 0,6 | 0,4 | 0,7 | 7,6  |
| 1995-1996 | Indiana Pacers  | 82  | 14  | 25,5 | 49,0 | 50,0 | 71,3 | 6,1  | 0,5 | 0,4 | 0,8 | 8,8  |
| 1996-1997 | Indiana Pacers  | 82  | 28  | 28,5 | 48,0 | 7,1  | 66,6 | 7,3  | 0,8 | 0,5 | 1,0 | 10,5 |
| 1997-1998 | Indiana Pacers  | 82  | 12  | 26,7 | 48,1 | 0,0  | 69,6 | 6,8  | 0,7 | 0,5 | 0,9 | 9,6  |
| 1998-1999 | Indiana Pacers  | 49  | 1   | 25,9 | 47,1 | -    | 70,3 | 7,0  | 0,7 | 0,4 | 0,9 | 9,4  |
| 1999-2000 | Toronto Raptors | 79  | 78  | 31,4 | 44,0 | -    | 76,5 | 8,8  | 1,3 | 0,5 | 1,3 | 11,5 |
| 2000-2001 | Toronto Raptors | 78  | 77  | 35,0 | 43,3 | 0,0  | 75,4 | 10,1 | 1,4 | 0,3 | 1,9 | 13,7 |
| 2001-2002 | Toronto Raptors | 77  | 77  | 38,7 | 42,6 | 0,0  | 81,8 | 9,6  | 2,0 | 0,7 | 1,1 | 14,5 |
| 2002-2003 | Toronto Raptors | 53  | 52  | 35,7 | 40,7 | -    | 77,1 | 8,2  | 2,5 | 0,4 | 1,2 | 13,9 |
| 2003-2004 | Toronto Raptors | 15  | 15  | 35,9 | 38,3 | -    | 75,5 | 9,5  | 0,9 | 0,5 | 0,5 | 8,6  |
| 2003-2004 | Chicago Bulls   | 65  | 64  | 31,3 | 40,7 | -    | 76,8 | 8,1  | 1,9 | 0,4 | 0,9 | 8,9  |
| 2004-2005 | Chicago Bulls   | 72  | 62  | 25,6 | 46,1 | -    | 75,7 | 5,9  | 1,1 | 0,4 | 0,6 | 7,0  |
| 2005-2006 | N.Y. Knicks     | 36  | 31  | 20,8 | 42,8 | 0,0  | 73,8 | 4,8  | 0,4 | 0,6 | 0,3 | 5,0  |
| 2005-2006 | Toronto Raptors | 8   | 8   | 23,9 | 45,2 | -    | 35,0 | 4,5  | 0,9 | 0,4 | 0,1 | 4,4  |
| Carriera  | Carriera        | 903 | 524 | 28,9 | 44,8 | 8,7  | 72,7 | 7,5  | 1,1 | 0,5 | 1,0 | 10,0 |

#### Play-off
| Anno     | Squadra         | PG | PT | MP   | TC%  | 3P% | TL%  | RP   | AP  | PRP | SP  | PP   |
| -------- | --------------- | -- | -- | ---- | ---- | --- | ---- | ---- | --- | --- | --- | ---- |
| 1994     | Indiana Pacers  | 16 | 0  | 25,1 | 53,9 | 100 | 55,9 | 6,6  | 0,4 | 0,7 | 1,1 | 8,4  |
| 1995     | Indiana Pacers  | 17 | 0  | 21,6 | 45,1 | -   | 62,7 | 5,7  | 0,4 | 0,5 | 0,6 | 5,9  |
| 1996     | Indiana Pacers  | 5  | 0  | 25,4 | 52,0 | -   | 86,7 | 6,2  | 0,6 | 0,6 | 1,2 | 7,8  |
| 1998     | Indiana Pacers  | 16 | 0  | 28,7 | 46,2 | -   | 67,0 | 6,8  | 0,9 | 0,8 | 1,1 | 9,2  |
| 1999     | Indiana Pacers  | 13 | 0  | 25,1 | 41,3 | -   | 66,1 | 7,1  | 0,6 | 0,4 | 1,1 | 7,9  |
| 2000     | Toronto Raptors | 3  | 3  | 35,0 | 58,3 | -   | 78,6 | 8,3  | 1,0 | 0,3 | 1,3 | 13,0 |
| 2001     | Toronto Raptors | 12 | 12 | 40,4 | 50,0 | -   | 81,1 | 11,1 | 1,9 | 0,8 | 1,8 | 16,4 |
| 2002     | Toronto Raptors | 5  | 5  | 40,4 | 45,3 | -   | 60,7 | 10,6 | 1,4 | 0,4 | 1,0 | 17,0 |
| 2005     | Chicago Bulls   | 6  | 6  | 29,2 | 43,5 | -   | 73,9 | 6,8  | 1,8 | 0,7 | 0,7 | 9,5  |
| Carriera | Carriera        | 93 | 26 | 28,5 | 47,8 | 100 | 67,3 | 7,4  | 0,9 | 0,6 | 1,1 | 9,7  |

## Palmarès
- NBA All-Star (2001)
- Coppa Korać: 1

Olimpia Milano: 1992-93